# 平涼路駅
座標: 北緯31度15分39秒 東経121度31分21秒 / 北緯31.2609度 東経121.52253度
平凉路駅（へいりょうろえき）は中華人民共和国上海市楊浦区平涼路街道、江浦路と平涼路の交差点に位置する上海軌道交通18号線の駅である。

## 駅構造
島式ホーム1面2線の地下駅で、出口は5箇所ある。

## 駅出口
- 1号出口 - 江浦路、恵民路
- 2号出口 - 江浦路、楡林路
- 3号出口 - 江浦路、楊州路
- 4号出口 - 平涼路、江浦路
- 5号出口 - 恵民路、江浦路

## 隣の駅
上海軌道交通
 18号線
江浦公園駅 - 平涼路駅 - 丹陽路駅